# Нефтехимик (футбольный клуб, Кременчуг)
Футбольный клуб «Нефтехимик» — украинский футбольный клуб из Кременчуга. Основан в 1991 году. Выступал в первой лиге чемпионата Украины по футболу.

## История
Команда «Нефтехимик» была организована в Кременчуге в 1991 году при Кременчугском НПЗ. Президентом клуба стал Иван Шепеленко — бывший тренер кременчугского «Синтеза». Перед клубом были поставлены высокие задачи. В первый же сезон своего существования «Нефтехимик» пробился в финал кубка области.
Следующий год принёс нефтехимикам золотой дубль — звание чемпионов области и областной кубок. В том же 1992 году команда стартовала в Переходной лиге чемпионата Украины, где заняла первое место. Сезон 1993/94 «Нефтехимик» провёл во Второй лиге. По завершении сезона итогового 4-го места хватило для очередного повышения в классе. В Первой лиге клуб провёл 2 сезона, занимая соответственно 16-е и 15-е места.
Для выступлений в сезоне 1996/97 клуб уже не заявился.

## Достижения
- Чемпион Полтавской области — 1992.
- Обладатель кубка Полтавской области — 1992, 1993.
- Первое место в переходной лиге Украины — 1992/93.